# Kateřina Němcová
Kateřina Němcová (* 14. listopadu 1990, Praha) je česká mezinárodní velmistryně, od roku 2013 reprezentující USA. Pochází z rodiny, ve které „všichni hrají šachy“, počínaje rodiči, přes 5 sester (4 mladší a jednu starší) až po staršího bratra. Šachy hrála od malička, prvního osobního trenéra získala v 8 letech. Až do patnácti let dělila svůj volný čas mezi ně a basketbal, který též hrála závodně, avšak nakonec dostaly šachy přednost. Vystudovala Církevní střední zdravotnickou školu Jana Pavla II. Hrála za tým SK OAZA Praha, později hrála v týmu BŠŠ Frýdek-Místek, jehož členkou zůstala až do odchodu do USA.

## Tituly
V roce 2007 získala titul mezinárodní mistryně. Titul mezinárodní velmistryně získala v roce 2008.

## Soutěže jednotlivkyň
V roce 2000 skončila na 2. místě na Mistrovství České republiky do 10 let a v roce 2001 2. místo zopakovala o kategorii výše. V letech 2002 a 2004 se stala mistryní České republiky do 14 let a v letech 2003, 2005 a 2006 mistryní České republiky do 16 let.
Je dvojnásobnou mistryní České republiky žen z let 2008 a 2010 a navíc má bronzovou medaili z roku 2006. Na Mistrovství České republiky v rapid šachu žen získala bronzovou medaili v roce 2007. Je i mistryní České republiky v bleskovém šachu z roku 2009 a navíc získala tři stříbra (2006, 2007 a 2010) a jeden bronz (2008).
Na mistrovství USA skončila v roce 2014 čtvrtá a v roce 2015 získala bronzovou medaili.
V roce 2007 se stala vicemistryní světa do 18 let ziskem 8,5 z 11 partií a následující rok mistryní Evropy ve stejné kategorii v Hercegu Novém, když sice ztratila porážkou ve třetím kole, ale výborným finišem včetně výhry v posledním kole nad Polkou Mariou Demidowiczovou dosáhla na titul ziskem 7,5 bodu z 9 partií.

## Soutěže družstev
Třikrát reprezentovala Českou republiku a jednou USA na šachových olympiádách žen, jednou Českou republiku a jednou USA na Mistrovství světa družstev žen, třikrát Českou republiku na Mistrovství Evropy družstev žen a jednou Českou republiku "2" na Mitropa Cupu žen. Na Mistrovství Evropy družstev v roce 2007 byla nejlepší na druhé šachovnici ziskem 7,5 bodu z 9 partií. Na Arktickém poháru v roce 2007 byla nejlepší na třetí šachovnici ziskem 10 bodů z 11 partií.

### Šachové olympiády žen
Na čtyřech šachových olympiádách žen získala celkem 23 bodů z 36 partií.
| Rok  | Družstvo | Olympiáda | Místo           | Deska | ELO  | Počet bodů | Odehráno partií | pořadí na šachovnici | pořadí družstvo |
| ---- | -------- | --------- | --------------- | ----- | ---- | ---------- | --------------- | -------------------- | --------------- |
| 2008 | Česko    | 38.       | Drážďany        | 2.    | 2369 | 4,0        | 8               | 47.                  | 36.             |
| 2010 | Česko    | 39.       | Chanty-Mansijsk | 2.    | 2283 | 6          | 10              | 29.                  | 50.             |
| 2012 | Česko    | 40.       | Istanbul        | 2.    | 2276 | 8,5        | 11              | 7.                   | 27.             |
| 2014 | USA      | 41.       | Tromsø          | 4.    | 2315 | 4,5        | 7               | x                    | 8.              |

### Česká šachová extraliga
V České šachové extralize odehrála celkem 3 partie v sezóně 2008/09 v družstvu BŠŠ Frýdek-Místek.
| Sezona  | Klub              | Elo  | Deska | Počet bodů | Odehráno partií | Procentuální úspěšnost |
| ------- | ----------------- | ---- | ----- | ---------- | --------------- | ---------------------- |
| 2008/09 | BŠŠ Frýdek-Místek | 2325 | 10.   | 2,5        | 3               | 83,3 %                 |

### Československá extraliga družstev žen
Dvakrát hrála v Československé extralize družstev žen za družstva SK OAZA Praha a BŠŠ Frýdek-Místek vždy na 1. šachovnici, přičemž největším úspěchem byla zlatá medaile v roce 2012.
| Sezona | Klub              | Elo  | Deska | Počet bodů | Odehráno partií | Umístění týmu |
| ------ | ----------------- | ---- | ----- | ---------- | --------------- | ------------- |
| 2009   | SK OAZA Praha     | 2294 | 1.    | 5,0        | 7               | 3.            |
| 2011   | BŠŠ Frýdek-Místek | 2294 | 1.    | 5,0        | 7               | 3.            |
| 2012   | BŠŠ Frýdek-Místek | 2261 | 1.    | 6,5        | 9               | 1.            |